# Vipèrids
Els vipèrids (Viperidae) són una família de serps verinoses entre les quals destaquen els escurçons del Vell Món i els cròtals, principalment d'Amèrica. Posseeixen l'aparell inoculador més desenvolupat de totes les serps, amb llargs ullals buits que actuen com agulles hipodèrmiques subjectats a un premaxilar mòbil.

## Característiques
La majoria de les espècies són extremadament verinoses; el seu verí té una acció principalment  hemolítica. Els ullals inoculats són de tipus  solenoglifus, és a dir, buits i amb un conducte interior que s'ha desenvolupat a partir de l'aprofundiment progressiu del solc existent en altres famílies fins que s'han fos els marges d'aquest. Els ullals es poden alçar quan la serp obre la boca per atacar, i es pleguen de nou contra el sostre bucal quan tanca la boca, això permet que siguin molt llargs, arribant fins als 5 cm a l'escurçó del Gabon (Bitis gabonica).
Quant a la grandària, alguns crotalins americans assoleixen grans dimensions, com Lachesis que arriba a mesurar més de tres metres, però en general no són serps especialment llargues encara que sí que poden ser molt corpulentes. No obstant això s'han tingut informes de Bothrops asper amb més de 3 m de longitud.
La majoria dels vipèrids són ovovivípars i la troballa d'embrions avançats dins de femelles d'escurçons i serps de cascavell pot haver originat la llegenda que aquests rèptils amaguen les seves cries i se les empassa quan se senten amenaçades.

## Taxonimia
La família Viperidae inclou 4 subfamílies i un total de 356 espècies:
- Azemiopinae
- Causinae
- Crotalinae
- Viperinae